# Phare de Marrowstone
Le phare de Marrowstone est un phare situé sur le Census-designated place de Marrowstone  en rive du Admiralty Inlet (en) du Puget Sound (Comté de Jefferson), dans l'État de Washington aux États-Unis.
Ce phare est géré par la Garde côtière américaine, et les phares de l'État de Washington sont entretenues par le District 13 de la Garde côtière  basé à Seattle.
Il est adjacent au Fort Flagler State Park (en) mais n'en fait pas partie.

## Histoire
Marrowstone Point est l'extrémité nord de la péninsule Olympique qui forme l'entrée est de la baie de Port Townsend.
Ce point extrême a été marqué pour la première fois par une lanterne à objectif optique sur un poteau en 1888. Une cloche de brume a été ajoutée à la station en 1896, et une habitation d'un étage et demi a été construite pour abriter les gardiens. En 1912, une petite structure en dur a été édifiée pour abriter la lumière.

## Description
C'est un petit local carré, peint en blanc, avec un système optique lumineux de 250 mm monté sur un mât court. La corne de brume se trouve à l'intérieur.
La maison de gardien en bois de 1896 se trouve à proximité. Elle est devenue une Station d'observation géologique américaine (US Geological Survey ) .
Ce feu à occultations émet, à une hauteur focale de 9 m un flash blanc bref toutes les 4 secondes. Sa portée est de 7 milles nautiques (environ 13 km).
Identifiant : ARLHS : USA-478 - Amirauté : G4802 - USCG : 6-16500 .

## caractéristique duFeu maritime
Fréquence : 6 secondes (W)
- Lumière : 0.6 seconde
- Obscurité : 5.4 secondes

|             |
| Puget Sound |

|                       |
| Corne de Brume (1945) |

|                               |
| Le phare et la Station (1945) |

### Lien connexe
- Liste des phares de l'État de Washington